# エリザヴェータ・アントノヴナ

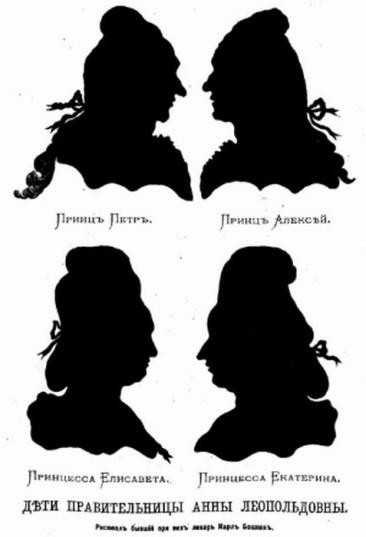
1780年に解放されたブラウンシュヴァイク家の四姉弟のシルエット、エリザヴェータ・アントノヴナは左下

エリザヴェータ・アントノヴナ・ブラウンシュヴェイクスカヤ（Елизавета Антоновна Брауншвейгская, 1743年9月27日 ホルモゴルイ - 1782年10月20日 ホーセンス）は、帝政ロシアの短命な王朝であったブラウンシュヴァイク＝ロマノフ家の一員で、同家の失権後に生まれた。

## 生涯
イヴァン5世唯一の孫かつ女帝アンナ・イオアノヴナの唯一の姪であった大公女アンナ・レオポルドヴナと、ブラウンシュヴァイク＝ヴォルフェンビュッテル公子アントン・ウルリヒの間の第3子・次女。誕生時、兄イヴァン6世は廃位され、両親と姉のエカテリーナ・アントノヴナは虜囚の身であった。一家はエリザヴェータ・ペトロヴナ女帝及びその後継者にとって潜在的な脅威であったため、エリザヴェータは誕生時から軟禁状態に置かれた。完全な単独隔離状態にあったイヴァン6世を除く一家は、エリザヴェータの後に生まれた2人の弟ピョートル、アレクセイを含めて、引き離されることはなかった。
一家はホルモゴルイの要塞内にある主教館を住居に割り当てられ、小さな庭での菜園作りや動物の飼育を許された。生活は警備隊の監視下にあったが、召使いからなる小規模な家臣団の維持をも許された。父が女性召使いたちと性的関係を持って次々に子を産ませたため、彼ら姉弟に仕える従者や召使いたちの中には異母きょうだいが多く含まれた。1746年母は末弟アレクセイ出産時に死亡し、四姉弟は父アントンの手で育てられた。1766年、エカテリーナ2世女帝はアントンのみに解放と帰国を打診するが、父は子供たちを見捨てて帰国することを拒み、1774年虜囚のまま死去した。
コヴロフの市参事会員ニコライ・フロロフの記録によると、エリザヴェータは自身を監視していた警備隊員イヴァン・トリフォーノフと男女の関係になり、間にイリヤという男児を産んだと噂されていた。
1780年、エカテリーナ2世は四姉弟を解放し、その父方叔母であるデンマーク王太后ユリイェーネ・マリーの監護下にデンマークで生活させることを決めた。解放の事前手続きとして、四姉弟はアルハンゲリスクに移送され、同県知事アレクセイ・ペトロヴィチ・メリグノフによる事情聴取と検分を受けた。メリグノフは四姉弟の個性や特徴を記録に残している。四姉弟は皆おしなべて虚弱な印象だったが、知的で感じがよく思いやり深い人柄で、読み書きができた。エリザヴェータ女帝が1750年勅令を発して彼ら四姉弟が読み書きを学ぶことを禁じていたにもかかわらず、である。姉弟仲もよく、菜園の手入れや家禽（鶏や家鴨）の世話、乗馬、冬に凍った湖でのアイススケート競走、チェスやトランプ遊びなどに日々を費やしていた。
中でもエリザヴェータは肉付きがよく、精力的で、饒舌で頼りがいのある人柄であり、四姉弟のリーダーでありかつ代弁者の役割を担っていた。彼女の証言によれば、四姉弟は若い頃、存命中だった父と一緒に解放されることを夢見ていた。一度、当局に馬橇で町の通りを走りたいと嘆願したことがあるが、当局から返事はなかった。彼女個人の願いとしては、解放後に必要となるであろう宮廷や上流社会でのマナーやエチケットを学びたい。四姉弟共通の願いは3つある。1つ目は、自分たちの庭には成育していない花々を知るために牧草地を訪れてみたい。2つ目は、話し相手として士官の妻たちが自分たちの家を訪れることを許可してもらいたい。3つ目は、コルセットをはじめとする、自分たち姉弟や召使いたちでは着付けや手入れの仕方が分からない、上流階級の複雑な装身具の身に付け方を学びたい。もしこれら3つが全て叶えば、自分たち四姉弟は喜んで元の虜囚生活に戻るだろう、とエリザヴェータは証言している。
解放に際し、四姉弟はエカテリーナ2世から新品の衣類や家財道具をふんだんに贈られたため、姉弟の受け入れ国デンマークにおけるロシアの評価は格段に上がった。姉弟を乗せた船は1780年6月27日にロシアを出航したが、そのとき四姉弟は出国は実は虚偽で、このあと離れ離れにされ単独隔離となると思い込み、泣き出したという。船は同年8月30日にデンマークに到着した。入国時、姉弟が連れてきた召使いたち（及び異母きょうだいたち）はデンマーク当局に暇を出され、四姉弟と引き離された。姉弟はホーセンスで自宅軟禁状態に置かれ、40～50名のデンマーク人従者と、ロシア正教の司祭からなる「小宮廷」で孤絶した暮らしを通した。エリザヴェータは四姉弟の中では最も早く、1782年に39歳で死去した。

## 引用・脚注
1. 1 2 3 4 5 6 7 8 9 10 11  Evgeniĭ Viktorovich Anisimov: Five Empresses: Court Life in Eighteenth-century Russia (2004)
2. ↑  “Юридические наследники Иоанна VI, возможно, существуют. Legal heirs to John VI of Russia might exist”. emir-sergei.livejournal.com. 2023年5月7日閲覧。
3. ↑  Marie Tetzlaff : Katarina den stora (1998)